# Río Taravo
El río Taravo es un río de Francia que discurre por la isla de Córcega. Es el tercer río más largo de la isla, tras el río Golo y el río Tavignano; a diferencia de estos otros dos ríos, el Taravo no desemboca en el mar Tirreno sino en el mar Mediterráneo.
Nace en el Monte Grosso en la comuna de Palneca. Posteriormente atraviesa las comunas de Cozzano, Ciamannacce, Zicavo, Sampolo, Guitera-les-Bains, Corrano, Olivese, Zévaco, Forciolo, Argiusta-Moriccio, Zigliara, Moca-Croce, Petreto-Bicchisano, Urbalacone, Guargualé, Pila-Canale, Cognocoli-Monticchi, Casalabriva, Sollacaro, Serra-di-Ferro y Olmeto. Su desembocadura en el mar Mediterráneo tiene lugar en el límite entre estas dos últimas comunas.
Sus principales afluentes son el río Molina en la margen izquierda y los ríos Fiumicellu e Impennato en la margen derecha.